# Норвешко море
Норвешко море (норв. Norskehavet) је ивично море Северног Атлантика смештено у дубоком басену између Северног мора на југу, Исланда и Гренландског мора на западу те западних обала Норвешке на истоку. На североистоку граничи се са Баренцовим морем. Од Атлантског океана на југу га раздваја подземни гребен који спаја Исланд са Фарским острвима, док је гранична линија ка Гренландском мору подземни гребен око Јан Мајена. 
За разлику од осталих ивичних мора, највећи део дна Норвешког мора не припада континенталном шелфу због чега су његове просечне дубине око 2.000 метара (максимална дубина је 3.970 м). Услед утицаја топле Северноатлантске струје његове обале се никада не леде.
На његовом дну откривена су богата лежишта нафте и земног гаса која се интензивно експлоатишу, а у привредном смислу значајно је и због изванредног богатства у рибљем фонду. Његови ивични делови близу норвешких обала су једно од најважнијих мрестилишта рибљих врста из Северног Атлантика.

## Опсег
Међународна хидрографска организација дефинише границе Норвешког мора на следећи начин:
- На североистоку. Линија која спаја најјужнију тачку Западног Шпицбергена до Северног рта Медвеђег острва, преко овог острва до Кејп Була и одатле до Северног рта у Норвешкој (25°45'E).
- На југоистоку. Западна обала Норвешке између Северног рта и рта Штад (62° 10′ N 5° 00′ E / 62.167° С; 5.000° И).
- На југу. Од тачке на западној обали Норвешке на латитуди 61°00′ северно дуж ове паралеле са географском дужином 0°53′ западно, одатле линија до крајњег североисточног дела Фуглоа (62° 21′ N 6° 15′ W / 62.350° С; 6.250° З) и даље до источни крај Герпира (65° 05′ N 13° 30′ W / 65.083° С; 13.500° З) на Исланду.
- На Западу. Југоисточна граница Гренландског мора [линија која спаја најјужнију тачку Западног Шпицбергена са северном тачком острва Јан Мајен, низ западну обалу тог острва до његовог јужног екстрема, одатле линија до источног екстрема Герпира (65° 05′ N 13° 30′ W / 65.083° С; 13.500° З) на Исланду].

## Формирање и географију
Норвешко море је настало пре око 250 милиона година, када су се Евроазијска плоча Норвешке и Северноамеричка плоча, укључујући Гренланд, почеле одвајати. Постојеће уско пражно море између Норвешке и Гренланда почело је да се шири и продубљује. Садашња континентална падина у Норвешком мору означава границу између Норвешке и Гренланда каква је била пре отприлике 250 милиона година. На северу се простире источно од Свалбарда, а на југозападу између Британије и Фарских острва. Ова континентална падина садржи богата риболовна подручја и бројне коралне гребене. Насељавање прага након раздвајања континената резултирало је клизиштима, као што је клизиште Сторега пре око 8.000 година које је изазвало велики цунами.
Обале Норвешког мора обликоване су током последњег леденог доба. Велики глечери високи неколико километара гурани су на копно, формирајући фјордове, уклањајући кору у море, и на тај начин проширујући континенталне падине. Ово је посебно јасно у близини норвешке обале дуж Хелгеланда и северно до Лофотских острва. Норвешки епиконтинентални праг је широк између 40 и 200 километара и има другачији облик од прагова у Северном и Баренцовом мору. Он садржи бројне ровове и неправилне врхове, који обично имају амплитуду мању од 100 метара, али могу достићи и до 400 метара. Покривени су мешавином шљунка, песка и блата, а ровове рибе користе као мрестилишта. Дубље у мору, постоје два дубока басена одвојена ниским гребеном (његова најдубља тачка на 3.000 м) између висоравни Веринг и острва Јан Мајен. Јужни басен је већи и дубљи, са великим површинама између 3.500 и 4.000 метара дубине. Северни басен је плићи на 3.200–3.300 метара, али садржи много појединачних локалитета који се спуштају до 3.500 метара. Подморски прагови и континенталне падине обележавају границе ових басена са суседним морима. На југу се простире европски континентални праг и Северно море, на истоку је евроазијски континентални праг са Баренцовим морем. На западу, Шкотско-гренландски гребен одваја Норвешко море од северног Атлантика. Овај гребен је у просеку дубок само 500 метара, само на неким местима достиже дубину од 850 метара. На северу се налазе гребен Јан Мајен и гребен Монс, који леже на дубини од 2.000 метара, а неки ровови досежу дубине од око 2.600 метара.

## Хидрологија
Четири главне водене масе које потичу из Атлантског и Арктичког океана сусрећу се у Норвешком мору, а повезане струје су од фундаменталног значаја за глобалну климу. Топла, слана Северноатлантска струја дотиче из Атлантског океана, а хладнија и мање слана Норвешка струја потиче из Северног мора. Такозвана Источноисландска струја преноси хладну воду на југ од Норвешког мора према Исланду, а затим на исток, дуж поларног круга; ова струја се јавља у средњем слоју воде. Дубока вода се из Гренландског мора улива у Норвешко море. Плима и осека у мору су полудневне; односно дижу се два пута дневно, на висину од око 3,3 метра.

### Површинске струје
Хидрологију горњих слојева воде у великој мери одређује проток из северног Атлантика. Он достиже брзину од Sv (1 Sv = милион m3/s), а његова максимална дубина је 700 метара на Лофотским острвима, али је нормално унутар 500 метара. Део тога долази кроз Фарско-Шетландски канал и има релативно висок салинитет од 35,3‰ (делова на хиљаду). Ова струја настаје у Северноатлантској струји и пролази дуж Eвропске континенталне падине; повећано испаравање због топле европске климе резултира повишеним салинитетом. Други део пролази кроз Fренландско-шкотски ров између Фарских острва и Исланда; ова вода има средњи салинитет између 35 и 35,2‰. Проток показује снажне сезонске варијације и може бити дупло већи зими него лети. Док на каналу Фаро-Схетланд има температуру од око 9,5 °C; хлади се на око 5 °C на Свалбарду и ослобађа ову енергију (око 250 теравата) у околину.
Струја која тече из Северног мора потиче из Балтичког мора и тако прикупља већину дренаже из северне Европе; овај допринос је међутим релативно мали. Температура и салинитет ове струје показују снажне сезонске и годишње флуктуације. Дугорочна мерења у горњих 50 метара у близини обале показују максималну температуру од 11,2 °C на паралели 63° С у септембру и минималну температуру од 3,9 °C на Северном рту у марту. Салинитет варира између 34,3 и 34,6‰ и најнижи је у пролеће због дотока отопљеног снега из река. Највеће реке које се уливају у море су Намсен, Ранелва и Вефсна. Све су релативно кратке, али имају високу стопу пражњења због своје стрме планинске природе.
Део топле површинске воде тече директно, унутар Западне спицбергенске струје, од Атлантског океана, од Гренландског мора, до Арктичког океана. Ова струја има брзину 3–5 Sv и има велики утицај на климу. Остале површинске воде (~1 Sv) теку дуж норвешке обале у правцу Баренцовог мора. Ова вода се може довољно охладити у Норвешком мору да се потопи у дубље слојеве; тамо истискује воду која тече назад у северни Атлантик.
Арктичка вода из Источне Исландске струје се углавном налази у југозападном делу мора, у близини Гренланда. Његове особине такође показују значајне годишње флуктуације, при чему је дугорочна просечна температура испод 3 °C и салинитет између 34,7 и 34,9‰. Удео ове воде на површини мора зависи од јачине струје, која заузврат зависи од разлике притиска између исландског ниског и високог нивоа Азора: што је разлика већа, то је струја јача.

## Клима
Термохалинска циркулација утиче на климу у Норвешком мору, а регионална клима може значајно да одступа од просека. Такође постоји разлика од око 10 °C између мора и обале. Температуре су порасле између 1920. и 1960. године, а учесталост олуја се смањила у овом периоду. Олује су била релативно јаке између 1880. и 1910. године, значајно су ослабиле у периоду 1910–1960, а затим су се опоравиле на првобитни ниво.
За разлику од Гренландског мора и Арктичког мора, Норвешко море је без леда током целе године, захваљујући својим топлим струјама. Конвекција између релативно топле воде и хладног ваздуха у зимском периоду игра важну улогу у арктичкој клими. Јулска изотерма од 10 степени (линија температуре ваздуха) пролази кроз северну границу Норвешког мора и често се узима као јужна граница Арктика. Зими, Норвешко море генерално има најнижи ваздушни притисак на целом Арктику и где се формира већина исландских ниских депресија. Температура воде у већем делу мора је 2–7 °C у фебруару и 8–12 °C у августу.